# Принудни рад
Принудни рад је сваки радни однос, посебно у модерној или раној модерној историји, у којем се људи запошљавају против своје воље уз претњу немаштине, притвора или насиља, укључујући смрт или друге облике екстремних тешкоћа за њих саме или чланови њихових породица. Принудни рад укључује све облике ропства, казненог рада и одговарајуће институције, као што су дужничко ропство, кметство, неплаћени рад и радни логори.

## Дефиниција
Многи облици принудног рада су такође обухваћени термином принудни рад, који је дефинисала Међународна организација рада (ИЛО) као сав недобровољни рад или служење које се тражи под претњом казне.
Међутим, према Конвенцији о принудном раду МОР-а из 1930. године, термин принудни или обавезни рад не укључује:
- сваки рад или служба која се захтева на основу закона о обавезној војној служби за рад чисто војног карактера;
- сваки рад или служба која чини део нормалних грађанских обавеза грaђана једне потпуно самоуправне земље;
- сваки рад или услуга која се тражи од било ког лица као последица осуде пред судом, под условом да се наведени рад или услуга обављају под надзором и контролом органа јавне власти и да то лице није ангажовано или стављен на располагање приватним лицима, компанијама или удружењима (захтева да затворска газдинства више не дају затворенике у закуп);
- сваки рад или услуга која се захтева у хитним случајевима, односно у случају рата, несреће или претње, као што су пожар, поплава, глад, земљотрес, насилне епидемије или епизоотске болести, инвазија: животиња, штеточина инсеката или поврћа, и уопште свака околност која би угрозила егзистенцију или добробит целог или дела становништва.

## Плаћање принудног рада
Ако дође до плаћања, може бити у једном или више од следећих облика:
- Плаћање не премашује егзистенцијални износ или га једва премашује;
- Плаћање је у роби која није пожељна и/или се не може заменити или је тешко заменити или
- Плаћање се у целини или највећим делом састоји од поништавања дуга или обавезе која је сама била принуђена, или припада неком другом;
- Принудни рад се често лакше успоставља и примењује на раднике мигранте, који су отпутовали далеко од своје домовине и који се лако идентификују због физичких, етничких, језичких или културних разлика у односу на општу популацију, јер нису у могућности или је мало вероватно да се пријаве своје услове властима.[3]

## Савремени принудни рад
Принудни рад се поново појавио као питање у дебати о руралном развоју током година након завршетка Другог светског рата, када политичка брига кејнзијанске теорије није била само економска реконструкција (углавном у Европи и Азији), већ и планирање (у нације у развоју „трећег света“). Кључни аспект дискусије која је уследила односио се на то у којој мери су различити облици односа представљали препреке капиталистичком развоју и зашто.
Током 1960-их и 1970-их, принудни рад се сматрао некомпатибилним са капиталистичком акумулацијом, а самим тим и препреком економском расту, тумачење које су заступали експоненти тада доминантне полуфеудалне тезе. Од 1980-их па надаље, појавио се други и веома различит марксистички поглед, који тврди да докази из Латинске Америке и Индије сугеришу да су агробизнис предузећа, комерцијални фармери и богати сељаци репродуковали, уводили или поново уводили принудне односе.
Међутим, недавни доприноси овој дебати су покушали да искључе марксизам из дискусије. Ови прилози тврде да је, пошто марксистичка теорија није успела да разуме централну улогу принуде за савремени капитализам, потребно ново објашњење ове везе. Том Брас је довео у питање ову тврдњу. Он тврди да се многе од ових нових карактеристика у ствари не разликују од оних које је раније идентификовала марксистичка теорија и да је искључење потоњег приступа из дебате стога неоправдано.
Међународна организација рада (ИЛО) процењује да је најмање 12,3 милиона људи широм света жртве принудног рада; од тога, 9,8 милиона је експлоатисано од стране приватних агената, а више од 2,4 милиона је предмет трговине људима. Још 2,5 милиона је присиљено да ради од стране државе или побуњеничких војних група.  Из перспективе међународног права, земље које дозвољавају принудни рад крше међународне стандарде рада како је наведено у Конвенцији о укидању принудног рада (Ц105), једној од основних конвенција МОР-а.
Према Специјалном програму МОР-а за борбу против принудног рада (САП-ФЛ), глобални профит од принудног рада трговине људима који експлоатишу приватни агенти процењује се на 44,3 милијарде америчких долара годишње. Око 70% ове вредности (31,6 милијарди америчких долара) потиче од жртава трговине људима. Најмање половина ове суме (више од 15 милијарди америчких долара) долази из индустријализованих земаља.

## Трговина
Главни чланак који треба погледати: трговина људима.
Трговина људима је термин који дефинише регрутовање, скривање, прибављање и транспорт особе употребом силе, преваре или принуде у сврху подвргавања недобровољним радњама, као што су радње у вези са комерцијалном сексуалном експлоатацијом (укључујући присилну проституцију) или принудни рад.

## Облици принудног рада

### Ропство
Најтипичнији и најпознатији облик принудног рада је ропство, у којем су поједини радници легално у власништву током целог свог живота, и власници их могу купити, продати или на други начин разменити, док никада или ретко не остварују никакву личну корист од свог рада. Ропство је било уобичајено у многим древним друштвима, укључујући стари Египат, Вавилон, Персију, стару Грчку, Рим, стару Кину, предмодерни муслимански свет, као и многа друштва у Африци и Америци. Продавање у ропство била је уобичајена судбина становништва које је покорено у ратовима. Можда је најистакнутији пример ропства било поробљавање многих милиона црнаца у Африци, као и њихов присилни транспорт у Америку, Азију или Европу, где су њихов статус робова готово увек наследили њихови потомци.
Термин „ропство” се често примењује на ситуације које не испуњавају горње дефиниције, али које су други, блиско повезани облици принудног рада, као што је дужничко ропство (иако не свако враћање дугова кроз рад не представља принудан рад). Примери су Репартимиенто систем у Шпанском царству, или рад аутохтоних Аустралијанаца у северној Аустралији на станицама за овце или говеда (ранчеви), од средине 19. до средине 20. века. У последњем случају, радници су ретко или никада били плаћени, и били су ограничени прописима и/или интервенцијом полиције на регионе око њихових места рада.
У Јапану крајем 16. века, „принудни” рад или ропство је званично забрањен; али су облици рада по уговору и под уговором опстали упоредо са принудним радом из тог периода. Нешто касније, казнени закони из периода Едо прописивали су „принуднин рад“ за уже породице погубљених криминалаца у члану 17 Готоке реијо (Закони о кући Токугава), али та пракса никада није постала уобичајена. Готоке реијо из 1711. састављен је од преко 600 статута који су проглашени између 1597. и 1696. године.
Према Кевину Бејлсу у књизи „Људи за једнократну употребу”: „Ново ропство у модерној Економији” (1999), сада у свету постоји око 27 милиона робова.

### Киднаповање
Обухвата отмицу или превару да би се људи превезли у другу земљу или далеко од куће, да би радили као робови или слабо плаћени присилни радници. У неким случајевима радници су враћени кући након одређеног временског периода.

### Кметство
Кметство везује раднике за земљу коју обрађују, типично у феудалном друштву. Кметови обично немају законско право да оду, промене послодавца или траже плаћени посао, иако су у зависности од економских услова многи то ипак чинили. За разлику од покретних робова, они се обично не могу продати одвојено од земље и имају права као што је војна заштита господара.

### Систем камиона
Систем камиона, у специфичном смислу у којем овај термин користе историчари рада, односи се на непопуларан или чак експлоататорски облик плаћања повезан са малим, изолованим и/или руралним заједницама, у којима су радници или самозапослени мали произвођачи плаћени, било у роби, облику плаћања познатом као плате камиона, или токенима, приватној валути („скрипта“) или директном кредиту, који ће се користити у радњи компаније, у власништву њихових послодаваца. Специфична врста камионског система, у којој се кредитни аванси дају против будућег рада, позната је у САД као дужничко ропство.
Многи научници сугеришу да послодавци користе такве системе да експлоатишу раднике и/или их задужују. Ово би се могло десити, на пример, ако би послодавци били у могућности да плате раднике робом чија је тржишна вредност била испод нивоа егзистенције, или продајом ствари радницима по повишеним ценама. Други тврде да су плате за камионе биле погодан начин да изоловане заједнице, као што је то било током раног колонијалног насељавања Северне Америке, раде када је званична валута била оскудна.
Почетком 20. века, камионски системи су били широко виђени, у индустријализованим земљама, као експлоататорски; можда најпознатији пример овог гледишта била је америчка хит песма „Sixteen Tons” из 1947. године. Многе земље имају закон о камионима који забрањује системе камиона и захтева плаћање у готовини.

### Обавезне услуге због социјалног статуса
Corvée - дневни неплаћени рад који вазал дугује свом феудалцу. 
Иако су најуже повезане са средњовековном Европом, владе су током људске историје наметале редовне кратке периоде неплаћеног рада нижим друштвеним класама. То би могле бити годишње обавезе од неколико седмица или нешто слично редовно које је трајало читав радни век. Како се систем развијао на Филипинима и другде, радник је могао да плати одговарајућу накнаду и да буде ослобођен обавезе.
Вети чакири - Облик принудног рада у којем су сељаци и припадници нижих каста морали да раде бесплатно постојао је у Индији пре независности. Овај облик рада био је познат под неколико имена, укључујући вет, вети, вети-чакири и бегар.

### Радни логори
Још један историјски значајан пример принудног рада били су политички затвореници, људи из освојених или окупираних земаља, припадници прогоњених мањина и ратни заробљеници, посебно током 20. века. Најпознатији пример овога су систем концентрационих логора који је водила нацистичка Немачка у Европи током Другог светског рата, логори Гулаг које је водио Совјетски Савез и присилни рад који је користила војска Царства Јапана, посебно током Пацифичког рата (као што је Бурманска железница). Отприлике 4.000.000 немачких ратних заробљеника користили су Савезници као „рад за репарацију” неколико година након немачке предаје; ово је било дозвољено према Трећој Женевској конвенцији под условом да им се пружи одговарајући третман. Кинески лаогаи („реформа рада“) систем и севернокорејски квалисо кампови су тренутни примери.
Око 12 милиона принудних радника, од којих су већина били Пољаци и совјетски грађани (Ост-Арбеитер) били су запослени у немачкој ратној економији унутар нацистичке Немачке. Више од 2000 немачких компанија профитирало је од ропског рада током нацистичке ере, укључујући Даимлер, Немачка Банка, Сиеменс, Волксваген, Хоецхст, Дресднер банка, Круп, Алианз, БАСФ, Баиер, БМВ и Дегуса. Конкретно, немачко јеврејско становништво било је подвргнуто ропском раду пре њиховог истребљења.
У Азији, према заједничкој студији историчара у којој су учествовали Жифен Ју, Марк Петие, Тору Кубо и Митсушхи Химета, више од 10 милиона Кинеза мобилисано је од стране јапанске војске и поробљено од стране Коа-ина ради ропског рада у Манџукуу и северној Кини. Библиотека Конгреса САД процењује да је на Јави између 4 и 10 милиона ромуша (јапански „физички радник“) била присиљена да ради од стране јапанске војске. Око 270.000 ових јаванских радника послато је у друге области у југоисточној Азији које држе Јапанци. Само 52.000 враћено је на Јаву, што значи да је стопа смртности била 80%. Такође, 6,87 милиона Корејаца је насилно стављено на ропски рад од 1939. до 1945. иу Јапану и у Кореји коју су окупирали Јапанци.

### Рад у затвору
Затворски рад је још један класичан облик принудног рада. Принудни рад осуђеника се често посматрао са недостатком симпатија, због друштвене стигме која се везује за људе који се сматрају обичним криминалцима.
Три британске колоније у Аустралији – Нови Јужни Велс, Ван Дименова земља и Западна Аустралија – примери су државне употребе рада осуђеника. Аустралија је примила хиљаде осуђених радника у осамнаестом и деветнаестом веку који су осуђени за злочине у распону од оних који се данас сматрају лакшим прекршајима до тако тешких кривичних дела као што су убиство, силовање и инцест. Значајан број ирских осуђеника осуђен је на превоз због издаје док су се борили против британске владавине у Ирској.
Више од 165.000 осуђеника превезено је у аустралијске колоније од 1788. до 1868. године. Већина британских или ирских осуђеника који су осуђени на превоз, међутим, завршили су казну у британским затворима и уопште нису транспортовани.
Процењује се да је у последњих 50 година више од 50 милиона људи послато у кинеске лаогаи кампове.

### Уговорни и обвезнички рад
Чешћи облик у савременом друштву је уговор, или обвезнички рад, према којем радници потписују уговоре о раду на одређено време, за који су плаћени само смештајем и издржавањем, или овим основним стварима поред ограничених бенефиција као што је отказ, отпис дуга или превоз у жељену земљу.

### Савремени принудни рад на црно
Главни чланак: Ропство у 21. веку
Док је историјски принудни рад често био санкционисан законом, у данашње време већина неслободног рада се сада врти око илегалне контроле, а нелегалног власништва, пошто су све земље ропство учиниле илегалним.

## Дозвољени изузеци принудног рада

### Цивилна регрутација
Неке земље практикују облике цивилне регрутације за различите главне групе занимања или становнике под различитим вероисповестима, као што су грађанска регрутација, грађанска мобилизација, политичка мобилизација итд. Ова обавезна служба с једне стране је спроведена због дуготрајних штрајкова радника, током ратних или економских кризе да се обезбеде основне услуге као што су медицинска нега, снабдевање храном или снабдевање одбрамбене индустрије. С друге стране, ова услуга може бити обавезна за пружање периодичних и неизбежних услуга становништву, попут ватрогасних служби, због недостатка волонтера.

### Привремени цивилни војни рок
Између децембра 1943. и марта 1948. младићи у Уједињеном Краљевству, такозвани Бевин Боjс, били су регрутовани за рад у рудницима угља. У Белгији 1964. године, у Португалу и у Грчкој од 2010. до 2014. године због тешке економске кризе спроведен је систем цивилне мобилизације за пружање јавних услуга као националног интереса.

### Понављајућа цивилна регрутација
У Швајцарској у већини заједница за све становнике, без обзира да ли су Швајцарци или не, обавезно је учлањење у такозване милиционе ватрогасне јединице, као и обавезна служба у швајцарским снагама цивилне заштите и заштите. Регрути у Сингапуру обезбеђују особље ватрогасне службе земље као део националне службе у снагама цивилне одбране. У Аустрији и Немачкој грађани морају да се придруже обавезној ватрогасној бригади ако добровољна ватрогасна служба не може да се обезбеди због недостатка добровољаца. У 2018. овај пропис се примењује само у неколицини заједница у Немачкој, а тренутно ниједна у Аустрији.

### Регрутација за војну службу и снаге безбедности
Поред регрутације за војну службу, неке земље регрутују грађане у паравојне или безбедносне снаге, као што су унутрашње трупе, граничари или полицијске снаге. Иако су понекад плаћени, регрути нису слободни да одбију регрутацију. Избегавање тезе или дезертерство често се суочавају са тешким казнама. Чак и у земљама које забрањују друге облике принудног рада, регрутација је генерално оправдана као неопходна у националном интересу и стога је један од пет изузетака од Конвенције о принудном раду, коју је потписала већина земаља у свету.

### Услуге у заједници
Рад у заједници је неплаћени посао који обавља једно лице или група људи за добробит своје заједнице или њених институција. Рад у заједници се разликује од волонтирања, јер се не обавља увек на добровољној основи. Иако се лична корист може остварити, она се може остварити из различитих разлога укључујући услове за држављанство, замену кривичноправних санкција, услове школе или разреда и услове за примање одређених бенефиција.

### Дефакто обавезан рад у заједници
Током Хладног рата у неким комунистичким земљама као што су Чехословачка, Немачка Демократска Република или Совјетски Савез, првобитно добровољни рад суботом за заједницу под називом Суботник, Воскресник или Акце З постао је дефакто обавезан за чланове заједнице.

### Ручне услуге и услуге спајања
У неким аустријским и немачким државама изводљиво је да заједнице ангажују грађане за јавне услуге, које се зову ручне и помоћне услуге. Ова обавезна услуга се и даље обавља ради одржавања инфраструктуре малих заједница.